# یوریکا میل (کارولینای جنوبی)
یوریکا میل(به انگلیسی: Eureka Mill) شهری در ایالت کارولینای جنوبی کشور ایالات متحده آمریکا است که جمعیت آن در سرشماری سال ۲۰۱۰ میلادی، ۱٬۴۷۶ نفر بوده‌است.